# Houghton (Norfolk)
Houghton is een civil parish in het bestuurlijke gebied King's Lynn en West Norfolk, in het Engelse graafschap Norfolk met 69 inwoners.

## Geboren
- Robert Walpole (1676-1745), graaf van Orford en premier van Groot-Brittannië